# Regatul Hanovra
Regatul Hanovra (germană Königreich Hannover) a fost înființat în octombrie 1814 de  Congresul de la Viena, cu restaurarea lui George al III-lea pe teritoriile sale hanoveriene după epoca napoleoniană. Fostul Principat de Brunswick-Lüneburg (cunoscut neoficial ca Electoratul de Hanovra) împreună cu 38 de alte state suverane au format Confederația Germană. Regatul a fost condus de Casa de Hanovra în uniune cu Regatul Unit al Marii Britanii și Irlandei până în 1837, înainte de a fi cucerit de Prusia în 1866.

## Regi ai Hanovrei
În 1813 George al III-lea a fost restaurat asupra teritoriilor sale hanoveriene și în octombrie 1814 la Congresul de la Viena s-a constituit Regatul Hanovra. Uniunea cu Regatul Unit s-a sfârșit în 1837 odată cu ascensiunea reginei Victoria din cauza legii succesiunii din Hanovra bazată pe Legea Salică care împiedica o femeie să moștenească titlul atâta timp cât exista un moștenitor pe linie masculină în viață (în Regatul Unit un moștenitor pe linie masculină avea precedență numai asupra propriilor surori). În războiul austro-prusac din 1866 Hanovra a fost anexată de Prusia și mai târziu a devenit Provincia Hanovra.
Regii Hanovrei au fost următorii:
- George al III-lea al Marii Britanii în perioada 1814–1820. George al III-lea a fost mental impropriu în timpul acestor ani și puterea a fost exercitată de către George, Prințul de Wales (viitorul George al IV-lea), în conformitate cu regența britanică. De la Hanovra, Prințul Adolphus, Duce de Cambridge, a oficiat ca vicerege din 1816.
- George al IV-lea al Marii Britanii în perioada 1820–1830. A fost fiu predecesorului său, regent în perioada 1811-1820, reprezentat la Hanovra de viceregele Adolphus.
- William al IV-lea al Marii Britanii în perioada 1830–1837. Frate al predecesorului său. Ultimul monarh care a condus atât Hanovra cât și Regatul Unit. A fost reprezentat la Hanovra de viceregele Adolphus.
- Ernest Augustus I de Hanovra în perioada 1837–1851. Frate al predecesorului său. Ascensiunea lui a separat coroana Hanovrei de Regatul Unit care a revenit nepoatei lui, regina Victoria.
- George al V-lea de Hanovra în perioada 1851–1866. Fiu al predecesorului său. Și-a pierdut teritoriile în războiul austro-prusac.

#### Pretendenți la tronul Hanovrei, 1866-prezent
- George al V-lea de Hanovra 1866-1878
- Ernest Augustus II 1878-1923
- Ernest Augustus III 1923-1953
- Ernest Augustus IV 1953-1987
- Ernest Augustus V 1987-prezent
- Prințul Ernest Augustus (n.1983) moștenitor aparent